# Kanton Bouaye
Kanton Bouaye (fr. Canton de Bouaye) je francouzský kanton v departementu Loire-Atlantique v regionu Pays de la Loire. Tvoří ho šest obcí.

## Obce kantonu
- Bouaye
- Brains
- Saint-Léger-les-Vignes
- Saint-Aignan-Grandlieu
- Pont-Saint-Martin
- Rezé (část)